# Carlos Tévez
Carlos Alberto Martínez Tévez (Ciudadela, 5 febbraio 1984) è un allenatore di calcio ed ex calciatore argentino, di ruolo attaccante, tecnico del Talleres (C).
Considerato uno dei migliori attaccanti della sua generazione, in carriera si è aggiudicato quattro campionati argentini, una Coppa d'Argentina, una Supercoppa argentina, una Coppa di Lega, una Coppa Libertadores, una Coppa Intercontinentale e una Coppa Sudamericana con il Boca Juniors, un campionato brasiliano con il Corinthians, due campionati inglesi, una Coppa di Lega inglese, un Community Shield, una UEFA Champions League e una Coppa del mondo per club FIFA con il Manchester Utd, un campionato, una FA Cup e un Community Shield con il Manchester City, due campionati italiani, una Coppa Italia e una Supercoppa italiana con la Juventus.
Con la nazionale argentina ha disputato due mondiali (Germania 2006 e Sudafrica 2010), quattro Coppe America (2004, 2007, 2011 e 2015) e una Confederations Cup (2005). Inoltre ha vinto un'Olimpiade con la selezione olimpica (2004).
A livello individuale, tra gli altri riconoscimenti, è stato eletto per due volte calciatore argentino dell'anno (2003 e 2004) e per tre volte calciatore sudamericano dell'anno (2003, 2004 e 2005).

## Biografia

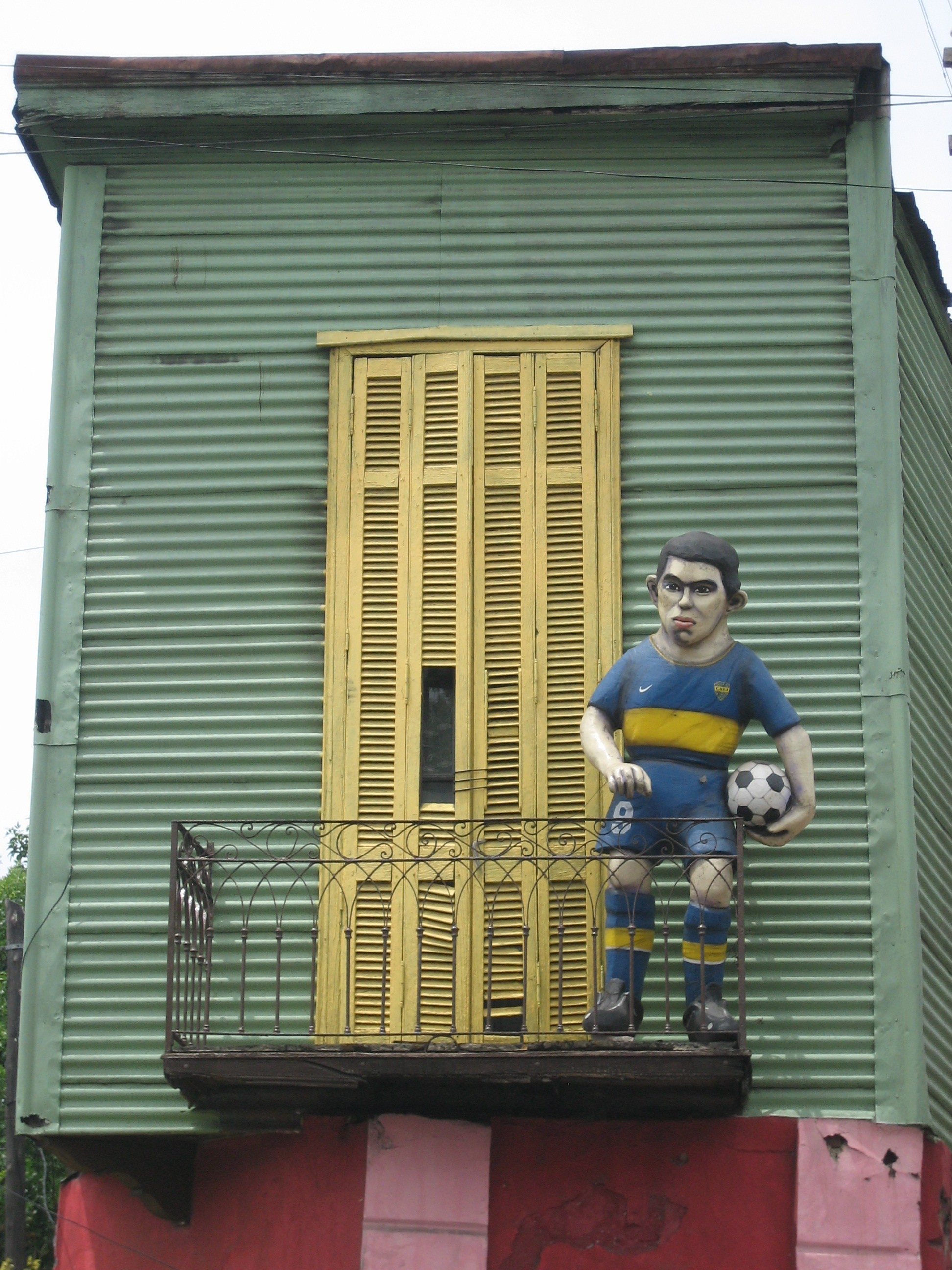
Tévez omaggiato alla Boca

Quando la madre era al settimo mese di gravidanza il padre biologico, Carlos, viene ucciso a colpi di arma da fuoco e, non potendolo mai conoscere, il neonato venne battezzato appunto con il nome del genitore scomparso. Nato come "Carlos Martinez", viene abbandonato dalla madre biologica, Fabiana Martínez, a soli tre mesi.
A dieci mesi è vittima di un grave incidente domestico: gli cade sul viso l'acqua bollente di un bollitore; viene portato in ospedale avvolto da una coperta di nylon che, scioltasi, aggrava ancora più le ustioni di primo e secondo grado. Rimane in terapia intensiva per due mesi, portando da allora i segni dell'incidente su viso, collo e petto. Quando si riprese Carlos venne affidato agli zii materni, Adriana Martínez e Segundo Tévez. Insieme vivevano al primo piano della Torre 1 del quartiere Ejército de los Andes, a pochi metri dal temuto Nudo 14: proprio perché il barrio dov'è cresciuto veniva anche detto Fuerte Apache (dal film con Paul Newman Fort Apache, The Bronx), fin da bambino Carlos è soprannominato l'Apache.
Ha iniziato a giocare a pallone al Club Santa Clara. A quindici anni venne ufficialmente adottato da Segundo Tévez, prendendone il cognome, per ottenere un nuovo cartellino e passare al Boca Juniors.
Durante gli anni a Manchester, Tévez viene informato che Juan Alberto, l'unico fratello biologico con il quale aveva mantenuto i contatti, e suo cognato Carlos Avalos erano stati arrestati per l'assalto a un furgone blindato; da quel momento deciderà di troncare ogni rapporto con il fratello. I legami con la famiglia adottiva, invece, si sono mantenuti molto buoni. Il 29 luglio 2014 proprio il padre adottivo Segundo viene brevemente sequestrato a El Palomar, nel dipartimento di Morón, in Argentina, venendo liberato dopo poche ore.
Nel 2019 Netflix realizza una serie televisiva a lui dedicata, Apache: La vita di Carlos Tevez.

### Controversie
Nel marzo 2013 viene arrestato e rilasciato su cauzione per guida senza patente, in quel momento sospesa; il tribunale lo condanna a 1.400 euro di multa e 250 ore di servizi sociali. Il 7 maggio 2015, nel tunnel del Monte Bianco, la polizia stradale gli ritira la patente per eccesso di velocità.

## Caratteristiche tecniche

### Giocatore
Attaccante potente e abile nel dribbling, era in grado di agire indifferentemente come prima, seconda punta o trequartista. Grazie alla sua aggressività agonistica e all'ottima tenuta fisica risultava un elemento utile anche in fase di non possesso, pressando i portatori di palla avversari e spaziando lungo l'intero fronte offensivo. Giocatore dal grande fiuto del gol, era capace di calciare con molta forza, caratteristica che lo portava, in alcuni casi, a optare per soluzioni balistiche dalla lunga distanza, nonché dotato di una buona tecnica di base che, talvolta, gli permetteva di cercare il gol anche da calcio piazzato.

## Carriera

### Giocatore

#### Club

##### All Boys, Boca Juniors e Corinthians

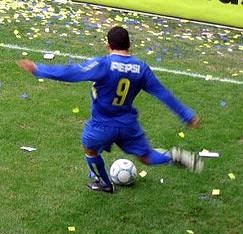
Un giovane Tévez in azione per il Boca Juniors nel 2004

Nell'estate 1989, all'età di cinque anni, viene notato da un osservatore dell'All Boys venuto a Fuerte Apache alla ricerca di nuovi talenti. Dopo avere iniziato la carriera agonistica con i Los Albos all'età di tredici anni viene aggregato alle giovanili del Boca Juniors, esordendo in prima squadra il 21 ottobre 2001 contro il Talleres (C).
Con gli Xeneizes vince nel 2003 il Campionato argentino di Apertura, la Coppa Libertadores, la Coppa Intercontinentale e la Copa Sudamericana nel 2004, venendo inoltre premiato con il Balón de Oro sopravanzando il detentore dell'edizione precedente, José Cardozo. Nel 2004 riceve la medaglia d'oro ai giochi di Atene, di cui è il capocannoniere del torneo, con la nazionale olimpica: questo risultato gli permette di vincere per la seconda volta consecutiva il titolo di miglior calciatore sudamericano dell'anno, questa volta superando il carioca Robinho.
Nel dicembre 2004 viene acquistato dai brasiliani del Corinthians per circa 20 milioni di dollari. Nonostante lo scetticismo iniziale dei tifosi del Timão, Tévez indossa per alcune partite anche la fascia da capitano. L'Apache, grazie anche alla vittoria del Campeonato Brasileiro nel 2005, vince il suo terzo Balón de Oro davanti al difensore uruguaiano Diego Lugano.

##### West Ham Utd

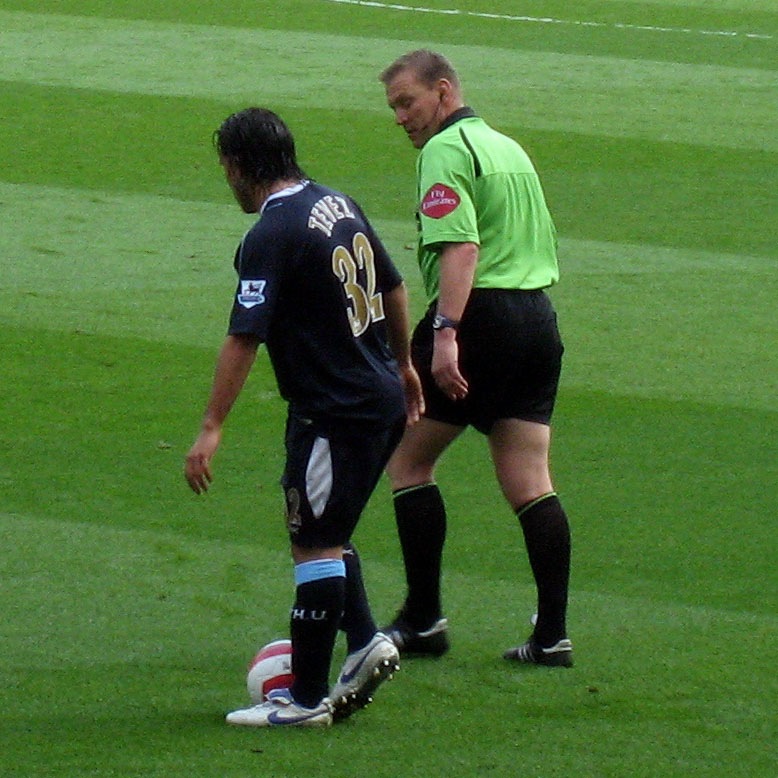
Tévez al West Ham Utd nel 2007

Il 31 agosto 2006 Tévez sbarca in Europa firmando con il West Ham Utd, arrivando a Londra assieme al connazionale Javier Mascherano. Il trasferimento dei due calciatori è fonte di polemiche, e nell'aprile 2007 la federcalcio inglese decide di multare il club londinese per cinque milioni e mezzo di sterline a causa di alcune clausole illecite contenute nel contratto, che davano alla società detentrice di parte del cartellino del calciatore la possibilità di intervenire direttamente nel rapporto tra egli e la società.
L'allenatore Alan Pardew lo schiera spesso come ala sinistra, e le sue prestazioni portano nell'ottobre 2006 il commissario tecnico della nazionale argentina Alfio Basile a consigliare a lui e a Mascherano di lasciare gli Hammers. A metà del successivo dicembre il nuovo proprietario del West Ham decide di esonerare Pardew e affidare la guida tecnica della squadra a Alan Curbishley, il quale inizialmente fa partire Tévez dalla panchina, salvo poi utilizzarlo come seconda punta.
Alcuni piccoli infortuni gli impediscono di giocare con continuità, ma il 4 marzo 2007, nel derby contro il Tottenham, Tévez segna il suo primo gol con la maglia dei londinesi. La squadra termina il campionato al 15º posto, raggiungendo la salvezza.

##### Manchester Utd

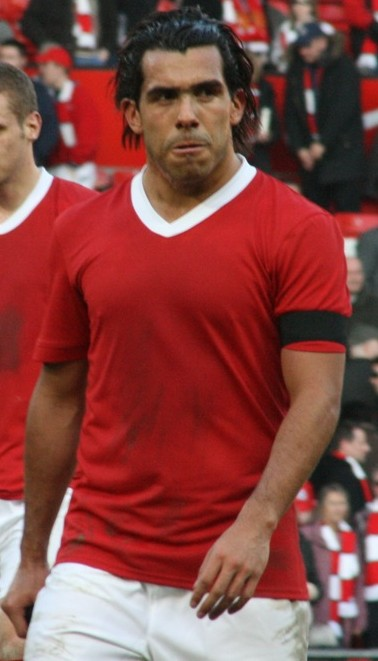
Tévez al Manchester Utd nel 2008, con indosso la speciale divisa dedicata ai Busby Babes nel cinquantenario del disastro aereo di Monaco di Baviera

Il 10 agosto 2007 Tévez viene acquistato dal Manchester Utd per 12,7 milioni di euro. Con i Red Devils esordisce il 15 agosto contro il Portsmouth, mentre il 23 settembre segna al Chelsea (2-0 all'Old Trafford) il suo primo gol con la nuova maglia. Nella prima stagione a Manchester l'Apache vince la Premier League e la UEFA Champions League, grazie al successo ai tiri di rigore nella finale contro i Blues. Nel corso della massima competizione europea il calciatore argentino mette a segno quattro gol; a questi vanno aggiunte le 14 reti in 34 presenze nel suo primo anno di Premier League, nel corso del quale non sempre parte da titolare.
Nella stagione 2008-2009 vince nuovamente il titolo nazionale con due giornate di anticipo, collezionando 29 partite e cinque reti. Il 5 dicembre 2008 realizza inoltre la sua prima tripletta nel quinto turno della Coppa di Lega vinta per 5-3 contro il Blackburn. Pochi giorni dopo conquista anche la Coppa del mondo per club, nella cui finale parte da titolare. Entra invece in campo nel secondo tempo nella finale di UEFA Champions League persa per 2-0 a Roma contro gli spagnoli del Barcellona.

##### Manchester City
Il 20 giugno 2009 il Manchester Utd ufficializza l'addio di Tévez: il 13 luglio seguente il giocatore approda quindi ai concittadini del Manchester City, per una cifra vicina ai 29 milioni di euro. Con la maglia dei Citizens sigla la sua prima rete stagionale il 27 agosto contro il Crystal Palace, nel secondo turno della Coppa di Lega. La prima rete in campionato arriva il 28 settembre 2009 nella sfida vinta per 3-1 contro i suoi ex compagni del West Ham.
L'11 gennaio 2010 segna una tripletta contro il Blackburn e il 19 gennaio una doppietta contro un'altra sua ex formazione, il Manchester Utd, che regala al City il successo per 2-1 nel derby mancuniano valido per l'andata di Carling Cup; si tratta di due reti – la prima su rigore, la seconda di testa sotto misura – festeggiate nello stesso modo: con le mani dietro alle orecchie e le dita a mo' di paperella per zittire quanti alla vigilia avevano parlato male di lui, tra cui l'ex compagno di squadra e capitano dei Red Devils Gary Neville (il quale durante l'esultanza dell'argentino rivolge a lui il dito medio alzato). Nonostante questa vittoria il Manchester City perde poi la gara di ritorno per 1-3 venendo eliminato dalla competizione. Dopo un periodo di assenza, il 27 febbraio torna a segnare una doppietta contro il Chelsea. Termina la stagione realizzando 29 reti, di cui 23 in campionato.

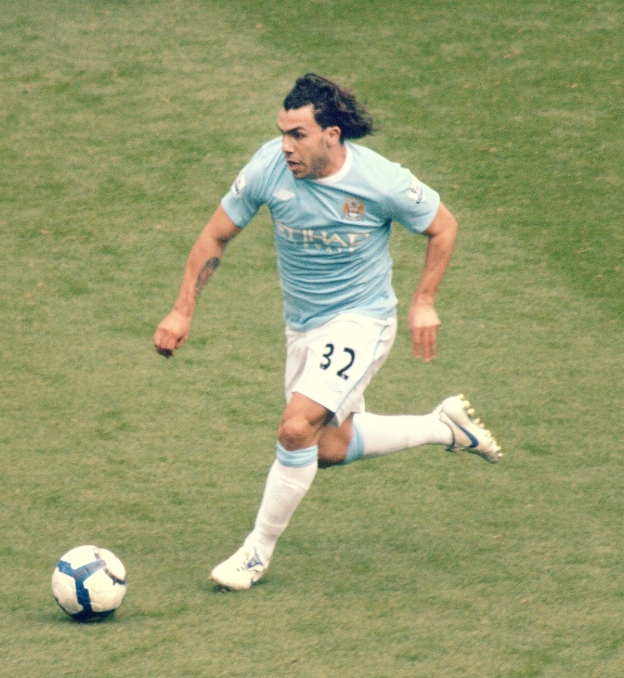
Tévez in azione per il Manchester City nel 2009

Nella stagione seguente il tecnico Roberto Mancini gli affida la fascia da capitano della squadra. Il 23 agosto 2010 segna le sue prime due reti stagionali in campionato, nella vittoria 3-0 contro il Liverpool. L'11 aprile 2011, nella partita di ritorno contro i Reds (questa volta persa per 0-3) si infortuna alla coscia ed è costretto a un periodo di riposo. Il 14 maggio torna a disposizione per la finale di FA Cup, vinta dal City per 1-0 contro lo Stoke City. In totale, nella sua seconda stagione con gli Sky Blues mette a segno 23 centri di cui 20 in campionato, grazie ai quali si laurea capocannoniere assieme al Red Devil Dimităr Berbatov.
Il 27 settembre 2011, agli inizi della stagione successiva, Mancini lo invita a entrare in campo nel secondo tempo della partita di UEFA Champions League in casa del Bayern Monaco, sul risultato di 2-0 per i tedeschi, ma Tévez rifiuta di uscire dalla panchina; al fischio finale il tecnico dichiara che, sotto la sua guida, il calciatore argentino non scenderà più in campo. Dopo circa sei mesi Tévez ricuce il rapporto con l'allenatore italiano e il 21 marzo 2012 torna a giocare nella partita di campionato contro il Chelsea, riuscendo poi a realizzare una tripletta contro il Norwich City nella gara del 14 aprile vinta 6-1. Un mese dopo, il 13 maggio, grazie alla vittoria per 3-2 sul QPR vince il suo terzo titolo da campione d'Inghilterra, il primo per il Manchester City da quarantatré anni a quella parte.
La stagione seguente inizia con la vittoria, il 12 agosto 2012, della Community Shield, grazie al 3-2 inflitto al Chelsea, cui contribuisce con una rete. Il 17 novembre realizza poi una doppietta nella vittoria per 5-0 sull'Aston Villa, mentre il successivo 9 marzo 2013 mette a referto una tripletta nella gara di FA Cup vinta, con lo stesso risultato, contro il Barnsley. Il City arriva poi sino in finale della competizione, dove viene battuto per 0-1 dal Wigan. La squadra termina il suo campionato al secondo posto; Tevez disputa 47 gare in totale, mettendo a segno 17 gol, di cui 11 in campionato.

##### Juventus

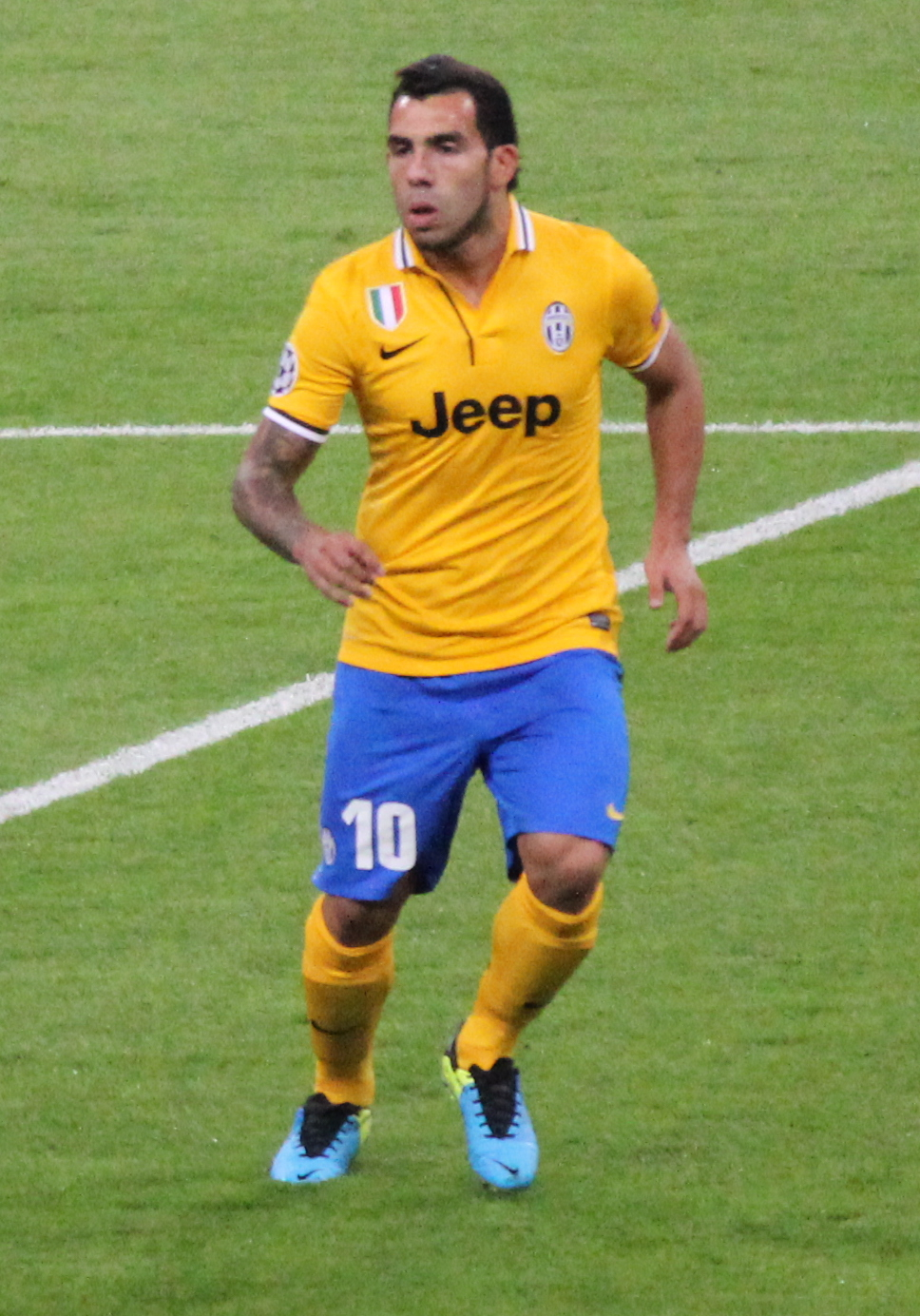
Tévez nel 2013 con la Juventus, durante la trasferta di UEFA Champions League contro il Real Madrid

Il 26 giugno 2013 Tévez si trasferisce alla Juventus, che lo acquista per nove milioni di euro (più sei di bonus). Preceduto al suo arrivo in Italia dalla nomèa di bad boy affibbiatagli dalla stampa durante gli anni a Manchester, al contrario nel biennio trascorso a Torino l'attaccante emerge tra i leader della squadra bianconera, disputando due delle migliori stagioni della sua carriera agonistica.
Il 18 agosto seguente fa il suo esordio con la nuova maglia nella finale di Supercoppa italiana contro la Lazio, segnando la rete del definitivo 4-0 e conquistando così il primo trofeo con i Bianconeri. Il 24 dello stesso mese, all'esordio in Serie A, segna il suo primo gol in questa competizione, realizzando il decisivo 1-0 sul campo della Sampdoria. Assurto ben presto a trascinatore della squadra, il successivo 15 dicembre segna la sua prima tripletta con la casacca juventina, nella sfida contro il Sassuolo conclusasi 4-0. Prosegue nel suo efficace ruolino sottorete anche nella seconda parte di stagione: in particolare il 23 febbraio 2014 è suo il gol che decide il derby di Torino (1-0), mentre il 2 marzo a San Siro realizza il definitivo 2-0 nella classica contro il Milan. Il 24 aprile successivo, in occasione dell'andata della semifinale di Europa League contro i lusitani del Benfica e persa 1-2 dai piemontesi, realizza il momentaneo gol del pareggio, tornando a segnare in campo europeo dopo più di cinque anni.
Tévez chiude il suo primo anno in bianconero con 19 reti in campionato e una a testa in Supercoppa italiana ed Europa League, conquistando al termine della stagione il suo primo titolo italiano e risultando l'uomo-simbolo del terzo titolo consecutivo della Juventus di Antonio Conte.
Con l'arrivo di Massimiliano Allegri in panchina, nella stagione 2014-2015 l'argentino, con 8 gol in 7 partite, è protagonista di un ottimo avvio sul fronte realizzativo, il migliore della carriera: si segnalano le doppiette agli svedesi del Malmö FF, il 16 settembre, con cui interrompe un digiuno personale in UEFA Champions League che durava da oltre un lustro; all'Atalanta nel successo esterno 3-0 in campionato, il 27 dello stesso mese; infine alla Roma, stavolta dal dischetto, decisiva per vincere 3-2 il big match di Torino del 5 ottobre.

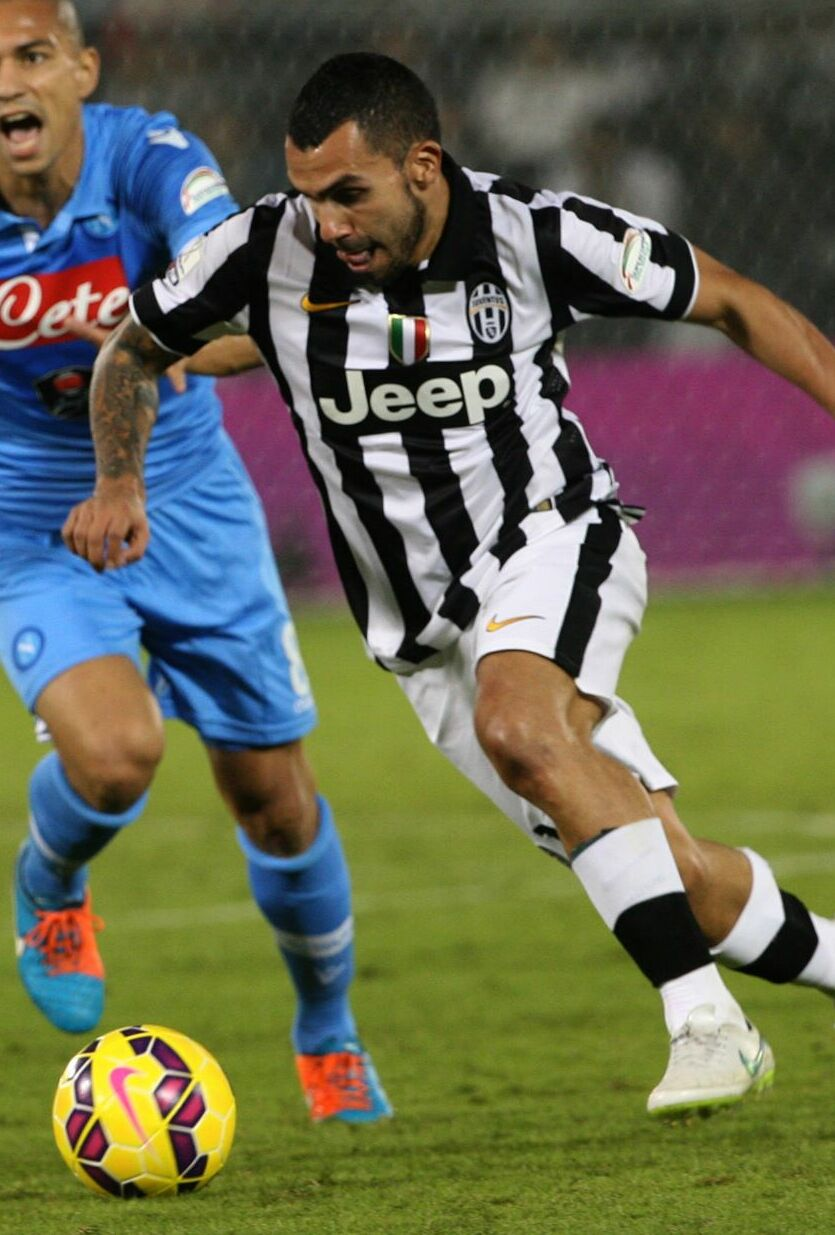
Tévez in azione per i Bianconeri nel corso della Supercoppa italiana 2014

Culmine di questo positivo momento è la goleada casalinga al Parma del successivo 9 novembre (7-0), quando il numero dieci bianconero realizza il parziale 4-0 con un'azione personale iniziata dalla trequarti e proseguita saltando tre avversari, prima di spiazzare l'estremo difensore parmense e appoggiare la palla in rete: un gol rimasto tra i più belli nella storia del calcio italiano e che a fine anno ottiene la candidatura al Puskás Award. Il 26 dello stesso mese, inoltre, torna a segnare in trasferta in UEFA Champions League a sei anni di distanza, firmando la rete del definitivo 2-0 sul campo di Malmö. L'attaccante chiude l'anno solare con un'altra doppietta al Napoli, nella finale di Supercoppa italiana giocata il 22 dicembre a Doha, che però stavolta non permette alla Vecchia Signora di aggiudicarsi il trofeo, venendo sconfitta ai rigori dopo che i tempi regolamentari e supplementari si erano conclusi sul 2-2.
Il 24 febbraio 2015, nella sfida di andata degli ottavi di UEFA Champions League contro i tedeschi del Borussia Dortmund, apre le marcature nel match conclusosi 2-1 in favore dei torinesi; si ripete anche nella partita di ritorno, disputatasi a Dortmund il 18 marzo, dove mette a segno una doppietta nel 3-0 finale. Il 5 maggio, durante la semifinale di andata della medesima competizione, si guadagna e poi trasforma il rigore che vale il successo 2-1 sugli spagnoli del Real Madrid: è il suo settimo gol stagionale in UEFA Champions League — record personale nella manifestazione oltreché nelle coppe continentali, sia europee sia sudamericane — nonché il cinquantesimo e ultimo dell'argentino in maglia bianconera. Lascia infatti la Juventus al termine dell'annata, dopo avere messo in bacheca il double composto dallo scudetto, il secondo consecutivo per Tévez, cui contribuisce con 20 marcature, e dalla Coppa Italia, giocando inoltre la sua terza finale di UEFA Champions League, persa 1-3 contro il Barcellona.

##### I ritorni al Boca Juniors, la parentesi allo Shanghai Shenhua

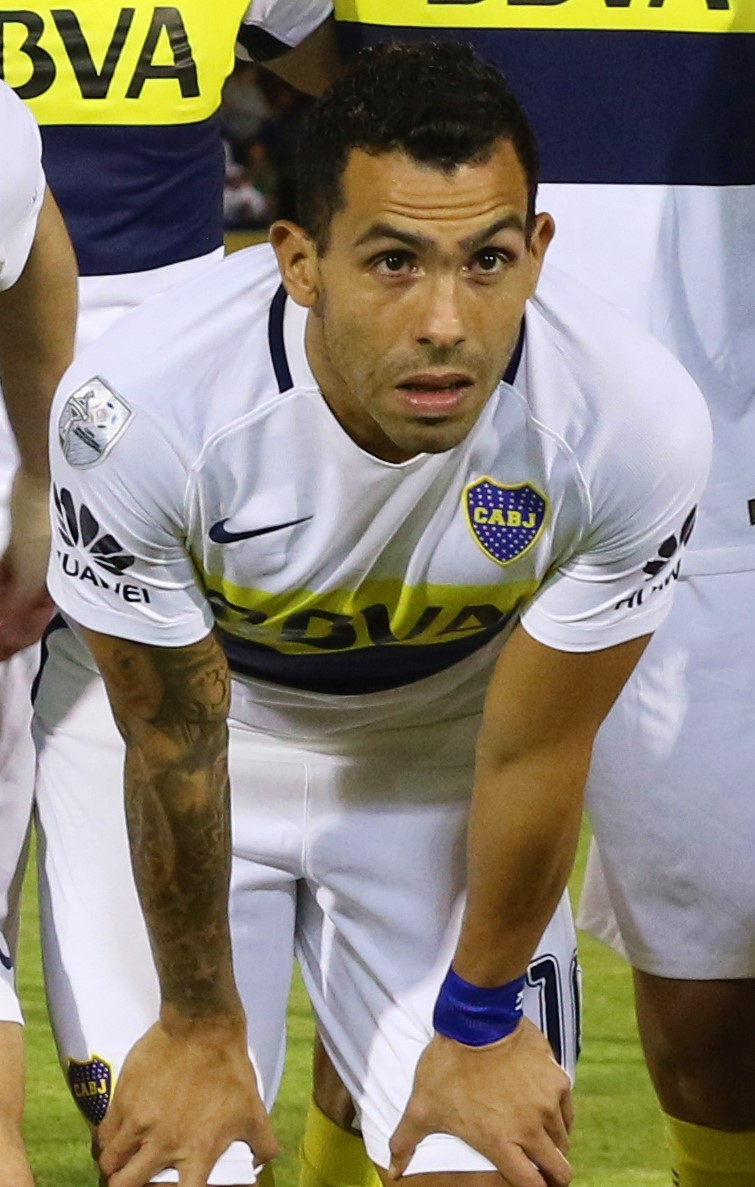
Tévez di ritorno agli Xeneizes nel 2016

Dopo quasi un decennio trascorso in Europa, e sempre più desideroso di fare ritorno in Argentina per la parte conclusiva della sua carriera, nell'estate 2015 la Juventus viene incontro alle richieste di Tévez cedendolo, per 6,5 milioni di euro (consistenti in opzioni su giovani del vivaio), al Boca Juniors. L'Apache riveste così, dopo undici anni, la maglia della sua squadra del cuore, venendo presentato ufficialmente dagli Xeneizes il 13 luglio seguente e facendo il suo secondo esordio in gialloblù cinque giorni dopo, nella vittoria per 2-1 contro il Quilmes in Primera División. Torna a segnare con la maglia azul y oro il 29 dello stesso mese, nei sedicesimi di finale di Copa Argentina contro il Banfield, trasformando il calcio di punizione del 3-0. Si ripete il 2 agosto, nella sconfitta del Boca per 3-4 contro l'Unión (SF), siglando la sua prima rete nel campionato argentino dopo l'avventura europea. Con 5 reti in 10 presenze, contribuisce a riportare il Boca dopo tre anni alla vittoria della Primera División, aritmeticamente giunta il 2 novembre 2015 con l'1-0 al Tigre; tre giorni dopo arriva il doblete grazie alla Copa Argentina, vinta dagli Xeneizes battendo in finale 2-0 il Rosario Central.
Nonostante le precedenti affermazioni di Tévez circa il volere chiudere la carriera con la maglia del Boca Juniors, il 29 dicembre 2016 accetta la ricca offerta dello Shanghai Shenhua, approdando in Cina dove con un ingaggio di 40 milioni di euro l'anno diventa, al momento del tesseramento, il calciatore più pagato al mondo.
L'esperienza in Oriente si rivela tuttavia avara di soddisfazioni per l'attaccante, tant'è che, dopo un solo anno a Shanghai, il 5 gennaio 2018 si svincola per fare ritorno per la terza volta in carriera al Boca Juniors, con cui nella seconda parte di stagione partecipa alla vittoria della Primera División e al cammino in Coppa Libertadores, tuttavia conclusosi con la scottante sconfitta in finale contro gli storici rivali del River Plate. Dopo un'annata interlocutoria sul piano personale, chiusa dal Boca al terzo posto in campionato e in semifinale di Coppa Libertadores, l'attaccante si riscatta nella stagione 2019-2020 contribuendo attivamente alla vittoria del suo quarto campionato argentino: l'8 marzo 2020, alla Bombonera contro il Gimnasia (LP), realizza il gol del decisivo 1-0 che consegna il titolo ai gialloblù.
Il 4 giugno 2021 annuncia l'addio al Boca Juniors — dopo 279 partite, 95 gol e 10 trofei in bacheca — per stare vicino alla madre dopo la recente scomparsa del padre adottivo; proprio tale evento lo spinge, nei mesi seguenti, a maturare il definitivo ritiro dal calcio giocato, ufficializzato esattamente un anno dopo.

#### Nazionale
Con la nazionale olimpica argentina allenata da Marcelo Bielsa Tévez ha conquistato l'oro ai Giochi di Atene 2004. Nella rassegna greca si è anche affermato come capocannoniere del torneo con 8 reti, tra cui quella decisiva nella finale contro il Paraguay, in 6 partite.

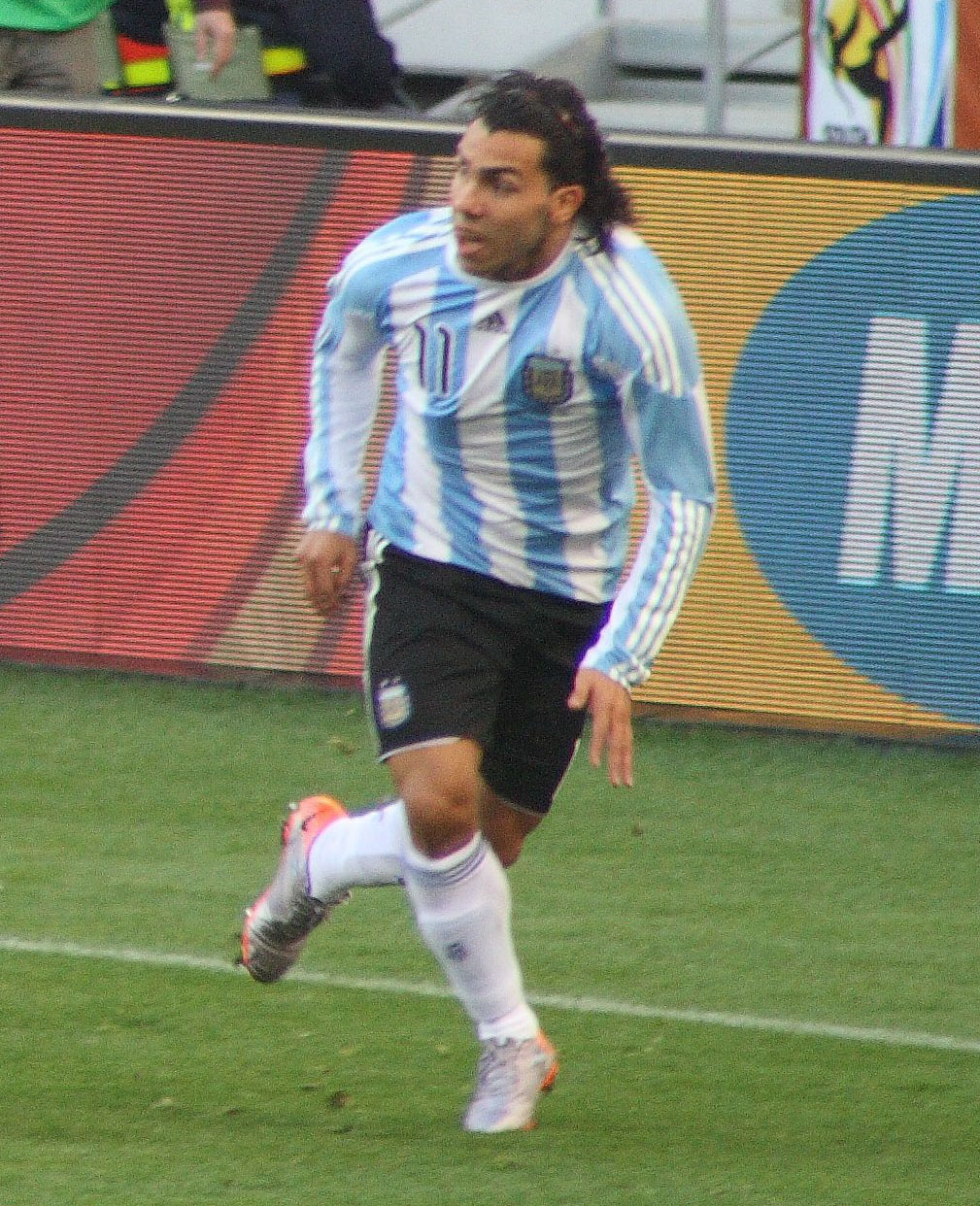
Tévez in azione per l'Albiceleste al

Due anni dopo è stato convocato in nazionale maggiore dal CT José Pekerman per il campionato del mondo 2006 in Germania. Non impiegato nella prima partita, conclusasi con la vittoria per 2-1 contro la Costa d'Avorio, è sceso in campo come sostituto nella seconda, vinta per 6-0 contro la Serbia, segnando un gol e fornendo un assist. L'Argentina, poi, viene eliminata ai quarti di finale della competizione dopo la sconfitta ai tiri di rigore contro la Germania.
Ha partecipato, inoltre, alle edizioni 2004 e 2007 della Copa América, intervallate dalla Confederations Cup 2005.
Con la nomina di Diego Armando Maradona a commissario tecnico della Selección viene convocato anche per il campionato del mondo 2010 in Sudafrica. In questa competizione Tévez realizza due gol, entrambi negli ottavi di finale contro il Messico.
All'addio di Maradona sulla panchina della nazionale argentina si siede Sergio Daniel Batista, il quale nel maggio 2011 dichiara che non convocherà Tévez per la Copa América 2011. A seguito di un chiarimento fra i due, comunque, il 1º giugno seguente viene inserito nella lista dei convocati alla manifestazione, dove ai quarti fallisce il suo tiro di rigore contro l'Uruguay, errore che costa all'Argentina l'eliminazione.
Dopo la nomina del nuovo CT, Alejandro Sabella, Tévez non viene più convocato nella Selección per il successivo triennio, perdendo la possibilità di partecipare al campionato del mondo 2014 in Brasile.
Ritrova la maglia nazionale il 12 novembre 2014, quando, convocato dal nuovo commissario tecnico Gerardo Martino, subentra al posto di Sergio Agüero, nell'amichevole vinta per 2-1 ai danni della Croazia. Il 28 maggio 2015 viene inserito dal CT Martino nella lista dei 23 convocati in vista della successiva Copa América in Cile. In quest'edizione della competizione totalizza quattro presenze e, nell'ultima sua partita contro la Colombia, decisa ai tiri di rigore, segna il decisivo penalty che porta in semifinale l'Albiceleste.

### Allenatore
Il 21 giugno 2022 debutta come allenatore con l'ingaggio da parte del Rosario Central, nella Primera División argentina; si dimette il 3 novembre seguente, dopo avere terminato il campionato al 20º posto.
Il 22 agosto 2023 torna in panchina, sempre nella massima divisione nazionale, accordandosi con l'Independiente. Il 19 maggio 2024 annuncia le dimissioni dall'incarico, subito dopo aver concluso la partita contro la Platense.
L'8 luglio 2025 subentra sulla panchina del Talleres (C).

## Statistiche

### Presenze e reti nei club
Tra club, nazionale maggiore e nazionali giovanili (inclusa anche l'Argentina olimpica) Tévez ha giocato globalmente 853 partite segnando 334 reti, con una media di 0,39 gol a partita.
Statistiche aggiornate al 31 maggio 2021.
| Stagione                 | Squadra                  | Campionato               | Campionato | Campionato | Coppe nazionali | Coppe nazionali | Coppe nazionali | Coppe continentali | Coppe continentali | Coppe continentali | Altre coppe | Altre coppe | Altre coppe | Totale | Totale |
| Stagione                 | Squadra                  | Comp                     | Pres       | Reti       | Comp            | Pres            | Reti            | Comp               | Pres               | Reti               | Comp        | Pres        | Reti        | Pres   | Reti   |
| ------------------------ | ------------------------ | ------------------------ | ---------- | ---------- | --------------- | --------------- | --------------- | ------------------ | ------------------ | ------------------ | ----------- | ----------- | ----------- | ------ | ------ |
| 2001-2002                | Boca Juniors             | PD                       | 11         | 1          | -               | -               | -               | CL                 | 4                  | 1                  | -           | -           | -           | 15     | 2      |
| 2002-2003                | Boca Juniors             | PD                       | 32         | 11         | -               | -               | -               | CL                 | 9                  | 5                  | -           | -           | -           | 41     | 16     |
| 2003-2004                | Boca Juniors             | PD                       | 23         | 12         | -               | -               | -               | CL                 | 14                 | 3                  | CInt        | 1           | 0           | 38     | 15     |
| giu.-dic. 2004           | Boca Juniors             | PD                       | 9          | 2          | -               | -               | -               | CS                 | 6                  | 2                  | RsA         | 1           | 1           | 16     | 5      |
| 2005                     | Corinthians              | A1/SP+A                  | 13+29      | 7+20       | CB              | 6               | 4               | CS                 | 4                  | 0                  | -           | -           | -           | 52     | 31     |
| gen.-ago. 2006           | Corinthians              | A1/SP+A                  | 7+9        | 6+5        | -               | -               | -               | CL                 | 8                  | 4                  | -           | -           | -           | 24     | 15     |
| Totale Corinthians       | Totale Corinthians       | Totale Corinthians       | 20+38      | 13+25      |                 | 6               | 4               |                    | 12                 | 4                  |             | -           | -           | 76     | 46     |
| set. 2006-2007           | West Ham Utd             | PL                       | 26         | 7          | FACup+CdL       | 1+0             | 0               | CU                 | 2                  | 0                  | -           | -           | -           | 29     | 7      |
| 2007-2008                | Manchester Utd           | PL                       | 34         | 14         | FACup+CdL       | 2+0             | 1+0             | UCL                | 12                 | 4                  | -           | -           | -           | 48     | 19     |
| 2008-2009                | Manchester Utd           | PL                       | 29         | 5          | FACup+CdL       | 3+6             | 2+6             | UCL                | 9                  | 2                  | CS+SU+Cmc   | 1+1+2       | 0           | 51     | 15     |
| Totale Manchester United | Totale Manchester United | Totale Manchester United | 63         | 19         |                 | 11              | 9               |                    | 21                 | 6                  |             | 4           | 0           | 99     | 34     |
| 2009-2010                | Manchester City          | PL                       | 35         | 23         | FACup+CdL       | 1+6             | 0+6             | -                  | -                  | -                  | -           | -           | -           | 42     | 29     |
| 2010-2011                | Manchester City          | PL                       | 31         | 20         | FACup+CdL       | 6+0             | 3               | UEL                | 7                  | 0                  | -           | -           | -           | 44     | 23     |
| 2011-2012                | Manchester City          | PL                       | 13         | 4          | FACup+CdL       | 0+1             | 0               | UCL+UEL            | 1+0                | 0                  | CS          | 0           | 0           | 15     | 4      |
| 2012-2013                | Manchester City          | PL                       | 34         | 11         | FACup+CdL       | 6+1             | 5+0             | UCL                | 5                  | 0                  | CS          | 1           | 1           | 47     | 17     |
| Totale Manchester City   | Totale Manchester City   | Totale Manchester City   | 113        | 58         |                 | 21              | 14              |                    | 13                 | 0                  |             | 1           | 1           | 148    | 73     |
| 2013-2014                | Juventus                 | A                        | 34         | 19         | CI              | 1               | 0               | UCL+UEL            | 6+6                | 0+1                | SI          | 1           | 1           | 48     | 21     |
| 2014-2015                | Juventus                 | A                        | 32         | 20         | CI              | 2               | 0               | UCL                | 13                 | 7                  | SI          | 1           | 2           | 48     | 29     |
| Totale Juventus          | Totale Juventus          | Totale Juventus          | 66         | 39         |                 | 3               | 0               |                    | 25                 | 8                  |             | 2           | 3           | 96     | 50     |
| lug.-dic. 2015           | Boca Juniors             | PD                       | 12         | 5          | CA              | 5               | 4               | -                  | -                  | -                  | -           | -           | -           | 17     | 9      |
| 2016                     | Boca Juniors             | PD                       | 11         | 4          | CA              | 4               | 2               | CL                 | 12                 | 5                  | SA          | 1           | 0           | 28     | 11     |
| giu.-dic. 2016           | Boca Juniors             | PD                       | 11         | 5          | -               | -               | -               | -                  | -                  | -                  | -           | -           | -           | 11     | 5      |
| 2017                     | Shanghai Shenhua         | CSL                      | 16         | 4          | CC              | 3               | 0               | ACL                | 1                  | 0                  | -           | -           | -           | 20     | 4      |
| gen.-giu. 2018           | Boca Juniors             | PD                       | 10         | 3          |                 | -               | -               | CL                 | 5                  | 2                  | SA          | 1           | 0           | 16     | 5      |
| 2018-2019                | Boca Juniors             | PD                       | 21         | 5          | CA+CS           | 3+6             | 1+0             | CL+CL              | 5+5                | 1+1                | SA          | 1           | 0           | 41     | 8      |
| 2019-2020                | Boca Juniors             | PD                       | 17         | 9          | CA              | 1               | 0               | CL+CL              | 4+1                | 0+0                | SA          | 0           | 0           | 23     | 9      |
| 2020-2021                | Boca Juniors             |                          | -          | -          | CA+CP+CLP       | 0+6+12          | 0+2+3           | CL+CL              | 10+5               | 3+1                | -           | -           | -           | 33     | 9      |
| Totale Boca Juniors      | Totale Boca Juniors      | Totale Boca Juniors      | 157        | 57         |                 | 37              | 12              |                    | 80                 | 24                 |             | 5           | 1           | 279    | 94     |
| Totale carriera          | Totale carriera          | Totale carriera          | 496        | 221        |                 | 76              | 36              |                    | 144                | 39                 |             | 12          | 5           | 746    | 308    |

### Cronologia presenze e reti in nazionale
| Cronologia completa delle presenze e delle reti in nazionale ― Argentina | Cronologia completa delle presenze e delle reti in nazionale ― Argentina | Cronologia completa delle presenze e delle reti in nazionale ― Argentina | Cronologia completa delle presenze e delle reti in nazionale ― Argentina | Cronologia completa delle presenze e delle reti in nazionale ― Argentina | Cronologia completa delle presenze e delle reti in nazionale ― Argentina | Cronologia completa delle presenze e delle reti in nazionale ― Argentina | Cronologia completa delle presenze e delle reti in nazionale ― Argentina |
| Data                                                                     | Città                                                                    | In casa                                                                  | Risultato                                                                | Ospiti                                                                   | Competizione                                                             | Reti                                                                     | Note                                                                     |
| ------------------------------------------------------------------------ | ------------------------------------------------------------------------ | ------------------------------------------------------------------------ | ------------------------------------------------------------------------ | ------------------------------------------------------------------------ | ------------------------------------------------------------------------ | ------------------------------------------------------------------------ | ------------------------------------------------------------------------ |
| 30-3-2004                                                                | Buenos Aires                                                             | Argentina                                                                | 1 – 0                                                                    | Ecuador                                                                  | Qual. Mondiali 2006                                                      | -                                                                        | 46’                                                                      |
| 6-6-2004                                                                 | Buenos Aires                                                             | Argentina                                                                | 0 – 0                                                                    | Paraguay                                                                 | Qual. Mondiali 2006                                                      | -                                                                        | 71’                                                                      |
| 7-7-2004                                                                 | Chiclayo                                                                 | Argentina                                                                | 6 – 1                                                                    | Ecuador                                                                  | Coppa America 2004 - 1º turno                                            | -                                                                        | 83’                                                                      |
| 10-7-2004                                                                | Chiclayo                                                                 | Argentina                                                                | 0 – 1                                                                    | Messico                                                                  | Coppa America 2004 - 1º turno                                            | -                                                                        | 66’                                                                      |
| 13-7-2004                                                                | Piura                                                                    | Argentina                                                                | 4 – 2                                                                    | Uruguay                                                                  | Coppa America 2004 - 1º turno                                            | -                                                                        | 75’                                                                      |
| 17-7-2004                                                                | Chiclayo                                                                 | Perù                                                                     | 0 – 1                                                                    | Argentina                                                                | Coppa America 2004 - Quarti di finale                                    | 1                                                                        | 59’                                                                      |
| 20-7-2004                                                                | Lima                                                                     | Argentina                                                                | 3 – 0                                                                    | Colombia                                                                 | Coppa America 2004 - Semifinale                                          | 1                                                                        |                                                                          |
| 25-7-2004                                                                | Lima                                                                     | Argentina                                                                | 2 – 2 (2 – 4 dtr)                                                        | Brasile                                                                  | Coppa America 2004 - Finale                                              | -                                                                        | 90’                                                                      |
| 4-9-2004                                                                 | Lima                                                                     | Perù                                                                     | 1 – 3                                                                    | Argentina                                                                | Qual. Mondiali 2006                                                      | -                                                                        | 34’ 83’                                                                  |
| 13-10-2004                                                               | Santiago del Cile                                                        | Cile                                                                     | 0 – 0                                                                    | Argentina                                                                | Qual. Mondiali 2006                                                      | -                                                                        | 62’                                                                      |
| 4-6-2005                                                                 | Quito                                                                    | Ecuador                                                                  | 2 – 0                                                                    | Argentina                                                                | Qual. Mondiali 2006                                                      | -                                                                        | 31’                                                                      |
| 8-6-2005                                                                 | Buenos Aires                                                             | Argentina                                                                | 3 – 1                                                                    | Brasile                                                                  | Qual. Mondiali 2006                                                      | -                                                                        | 82’                                                                      |
| 15-6-2005                                                                | Colonia                                                                  | Argentina                                                                | 2 – 1                                                                    | Tunisia                                                                  | Conf. Cup 2005 - 1º turno                                                | -                                                                        | 66’                                                                      |
| 21-6-2005                                                                | Norimberga                                                               | Argentina                                                                | 2 – 2                                                                    | Germania                                                                 | Conf. Cup 2005 - 1º turno                                                | -                                                                        | 80’                                                                      |
| 29-6-2005                                                                | Francoforte                                                              | Brasile                                                                  | 4 – 1                                                                    | Argentina                                                                | Conf. Cup 2005 - Finale                                                  | -                                                                        | 72’                                                                      |
| 9-10-2005                                                                | Buenos Aires                                                             | Argentina                                                                | 2 – 0                                                                    | Perù                                                                     | Qual. Mondiali 2006                                                      | -                                                                        | 58’                                                                      |
| 12-10-2005                                                               | Montevideo                                                               | Uruguay                                                                  | 1 – 0                                                                    | Argentina                                                                | Qual. Mondiali 2006                                                      | -                                                                        |                                                                          |
| 12-11-2005                                                               | Ginevra                                                                  | Argentina                                                                | 2 – 3                                                                    | Inghilterra                                                              | Amichevole                                                               | -                                                                        | 80’                                                                      |
| 16-11-2005                                                               | Doha                                                                     | Qatar                                                                    | 0 – 3                                                                    | Argentina                                                                | Amichevole                                                               | -                                                                        | 81’                                                                      |
| 1-3-2006                                                                 | Basilea                                                                  | Croazia                                                                  | 3 – 2                                                                    | Argentina                                                                | Amichevole                                                               | 1                                                                        | 68’                                                                      |
| 30-5-2006                                                                | Salerno                                                                  | Argentina                                                                | 2 – 0                                                                    | Angola                                                                   | Amichevole                                                               | -                                                                        | 76’                                                                      |
| 16-6-2006                                                                | Gelsenkirchen                                                            | Argentina                                                                | 6 – 0                                                                    | Serbia e Montenegro                                                      | Mondiali 2006 - 1º turno                                                 | 1                                                                        | 59’                                                                      |
| 21-6-2006                                                                | Francoforte                                                              | Paesi Bassi                                                              | 0 – 0                                                                    | Argentina                                                                | Mondiali 2006 - 1º turno                                                 | -                                                                        |                                                                          |
| 24-6-2006                                                                | Lipsia                                                                   | Argentina                                                                | 2 – 1 dts                                                                | Messico                                                                  | Mondiali 2006 - Ottavi di finale                                         | -                                                                        | 75’                                                                      |
| 30-6-2006                                                                | Berlino                                                                  | Germania                                                                 | 1 – 1 dts (4 – 2 dtr)                                                    | Argentina                                                                | Mondiali 2006 - Quarti di finale                                         | -                                                                        |                                                                          |
| 3-9-2006                                                                 | Londra                                                                   | Brasile                                                                  | 3 – 0                                                                    | Argentina                                                                | Amichevole                                                               | -                                                                        |                                                                          |
| 11-10-2006                                                               | Murcia                                                                   | Spagna                                                                   | 2 – 1                                                                    | Argentina                                                                | Amichevole                                                               | -                                                                        | 72’                                                                      |
| 2-6-2007                                                                 | Basilea                                                                  | Svizzera                                                                 | 1 – 1                                                                    | Argentina                                                                | Amichevole                                                               | 1                                                                        | 79’                                                                      |
| 5-6-2007                                                                 | Barcellona                                                               | Algeria                                                                  | 3 – 4                                                                    | Argentina                                                                | Amichevole                                                               | 1                                                                        | 67’                                                                      |
| 28-6-2007                                                                | Maracaibo                                                                | Argentina                                                                | 4 – 1                                                                    | Stati Uniti                                                              | Coppa America 2007 - 1º turno                                            | 1                                                                        | 80’                                                                      |
| 2-7-2007                                                                 | Maracaibo                                                                | Argentina                                                                | 4 – 2                                                                    | Colombia                                                                 | Coppa America 2007 - 1º turno                                            | -                                                                        | 84’                                                                      |
| 5-7-2007                                                                 | Barquisimeto                                                             | Argentina                                                                | 1 – 0                                                                    | Paraguay                                                                 | Coppa America 2007 - 1º turno                                            | -                                                                        |                                                                          |
| 8-7-2007                                                                 | Barquisimeto                                                             | Argentina                                                                | 4 – 0                                                                    | Perù                                                                     | Coppa America 2007 - Quarti di finale                                    | -                                                                        | 46’                                                                      |
| 11-7-2007                                                                | Puerto Ordaz                                                             | Messico                                                                  | 0 – 3                                                                    | Argentina                                                                | Coppa America 2007 - Semifinale                                          | -                                                                        | 78’                                                                      |
| 15-7-2007                                                                | Maracaibo                                                                | Brasile                                                                  | 3 – 0                                                                    | Argentina                                                                | Coppa America 2007 - Finale                                              | -                                                                        | 75’                                                                      |
| 11-9-2007                                                                | Melbourne                                                                | Australia                                                                | 0 – 1                                                                    | Argentina                                                                | Amichevole                                                               | -                                                                        | 85’                                                                      |
| 13-10-2007                                                               | Buenos Aires                                                             | Argentina                                                                | 2 – 0                                                                    | Cile                                                                     | Qual. Mondiali 2010                                                      | -                                                                        | 74’                                                                      |
| 16-10-2007                                                               | Maracaibo                                                                | Venezuela                                                                | 0 – 2                                                                    | Argentina                                                                | Qual. Mondiali 2010                                                      | -                                                                        | 80’                                                                      |
| 17-11-2007                                                               | Buenos Aires                                                             | Argentina                                                                | 3 – 0                                                                    | Bolivia                                                                  | Qual. Mondiali 2010                                                      | -                                                                        | 83’                                                                      |
| 20-11-2007                                                               | Bogotà                                                                   | Colombia                                                                 | 2 – 1                                                                    | Argentina                                                                | Qual. Mondiali 2010                                                      | -                                                                        | 24’                                                                      |
| 20-8-2008                                                                | Minsk                                                                    | Bielorussia                                                              | 0 – 0                                                                    | Argentina                                                                | Amichevole                                                               | -                                                                        | 7’ 79’                                                                   |
| 6-9-2008                                                                 | Buenos Aires                                                             | Argentina                                                                | 1 – 1                                                                    | Paraguay                                                                 | Qual. Mondiali 2010                                                      | -                                                                        | 30’                                                                      |
| 11-10-2008                                                               | Buenos Aires                                                             | Argentina                                                                | 2 – 1                                                                    | Uruguay                                                                  | Qual. Mondiali 2010                                                      | -                                                                        | 54’                                                                      |
| 19-11-2008                                                               | Glasgow                                                                  | Scozia                                                                   | 0 – 1                                                                    | Argentina                                                                | Amichevole                                                               | -                                                                        |                                                                          |
| 11-2-2009                                                                | Marsiglia                                                                | Francia                                                                  | 0 – 2                                                                    | Argentina                                                                | Amichevole                                                               | -                                                                        | 82’                                                                      |
| 28-3-2009                                                                | Buenos Aires                                                             | Argentina                                                                | 4 – 0                                                                    | Venezuela                                                                | Qual. Mondiali 2010                                                      | 1                                                                        | 70’                                                                      |
| 1-4-2009                                                                 | La Paz                                                                   | Bolivia                                                                  | 6 – 1                                                                    | Argentina                                                                | Qual. Mondiali 2010                                                      | -                                                                        | 75’                                                                      |
| 6-6-2009                                                                 | Buenos Aires                                                             | Argentina                                                                | 1 – 0                                                                    | Colombia                                                                 | Qual. Mondiali 2010                                                      | -                                                                        | 84’                                                                      |
| 10-6-2009                                                                | Quito                                                                    | Ecuador                                                                  | 2 – 0                                                                    | Argentina                                                                | Qual. Mondiali 2010                                                      | -                                                                        | 67’                                                                      |
| 5-9-2009                                                                 | Rosario                                                                  | Argentina                                                                | 1 – 3                                                                    | Brasile                                                                  | Qual. Mondiali 2010                                                      | -                                                                        | 68’                                                                      |
| 14-10-2009                                                               | Montevideo                                                               | Uruguay                                                                  | 0 – 1                                                                    | Argentina                                                                | Qual. Mondiali 2010                                                      | -                                                                        | 85’                                                                      |
| 14-11-2009                                                               | Madrid                                                                   | Spagna                                                                   | 2 – 1                                                                    | Argentina                                                                | Amichevole                                                               | -                                                                        | 58’ 66’                                                                  |
| 3-3-2010                                                                 | Monaco di Baviera                                                        | Germania                                                                 | 0 – 1                                                                    | Argentina                                                                | Amichevole                                                               | -                                                                        | 62’                                                                      |
| 24-5-2010                                                                | Buenos Aires                                                             | Argentina                                                                | 5 – 0                                                                    | Canada                                                                   | Amichevole                                                               | 1                                                                        | 70’                                                                      |
| 12-6-2010                                                                | Johannesburg                                                             | Argentina                                                                | 1 – 0                                                                    | Nigeria                                                                  | Mondiali 2010 - 1º turno                                                 | -                                                                        |                                                                          |
| 17-6-2010                                                                | Johannesburg                                                             | Argentina                                                                | 4 – 1                                                                    | Corea del Sud                                                            | Mondiali 2010 - 1º turno                                                 | -                                                                        | 75’                                                                      |
| 27-6-2010                                                                | Johannesburg                                                             | Argentina                                                                | 3 – 1                                                                    | Messico                                                                  | Mondiali 2010 - Ottavi di finale                                         | 2                                                                        | 69’                                                                      |
| 3-7-2010                                                                 | Città del Capo                                                           | Argentina                                                                | 0 – 4                                                                    | Germania                                                                 | Mondiali 2010 - Quarti di finale                                         | -                                                                        |                                                                          |
| 7-9-2010                                                                 | Buenos Aires                                                             | Argentina                                                                | 4 – 1                                                                    | Spagna                                                                   | Amichevole                                                               | 1                                                                        | 59’                                                                      |
| 8-10-2010                                                                | Tokyo                                                                    | Giappone                                                                 | 1 – 0                                                                    | Argentina                                                                | Amichevole                                                               | -                                                                        |                                                                          |
| 20-6-2011                                                                | Buenos Aires                                                             | Argentina                                                                | 4 – 0                                                                    | Albania                                                                  | Amichevole                                                               | 1                                                                        | 46’                                                                      |
| 1-7-2011                                                                 | La Plata                                                                 | Argentina                                                                | 1 – 1                                                                    | Bolivia                                                                  | Coppa America 2011 - 1º turno                                            | -                                                                        | 38’                                                                      |
| 6-7-2011                                                                 | Santa Fe                                                                 | Argentina                                                                | 0 – 0                                                                    | Colombia                                                                 | Coppa America 2011 - 1º turno                                            | -                                                                        |                                                                          |
| 16-7-2011                                                                | Santa Fe                                                                 | Argentina                                                                | 1 – 1 dts (4 – 5 dtr)                                                    | Uruguay                                                                  | Coppa America 2011 - Quarti di finale                                    | -                                                                        | 83’ 119’                                                                 |
| 12-11-2014                                                               | Londra                                                                   | Argentina                                                                | 2 – 1                                                                    | Croazia                                                                  | Amichevole                                                               | -                                                                        | 62’                                                                      |
| 18-11-2014                                                               | Manchester                                                               | Argentina                                                                | 0 – 1                                                                    | Portogallo                                                               | Amichevole                                                               | -                                                                        | 61’                                                                      |
| 28-3-2015                                                                | Landover                                                                 | El Salvador                                                              | 0 – 2                                                                    | Argentina                                                                | Amichevole                                                               | -                                                                        | 78’                                                                      |
| 31-3-2015                                                                | East Rutherford                                                          | Argentina                                                                | 2 – 1                                                                    | Ecuador                                                                  | Amichevole                                                               | -                                                                        | 75’                                                                      |
| 13-6-2015                                                                | La Serena                                                                | Argentina                                                                | 2 – 2                                                                    | Paraguay                                                                 | Coppa America 2015 - 1º turno                                            | -                                                                        | 75’                                                                      |
| 16-6-2015                                                                | La Serena                                                                | Argentina                                                                | 1 – 0                                                                    | Uruguay                                                                  | Coppa America 2015 - 1º turno                                            | -                                                                        | 81’                                                                      |
| 20-6-2015                                                                | Viña del Mar                                                             | Argentina                                                                | 1 – 0                                                                    | Giamaica                                                                 | Coppa America 2015 - 1º turno                                            | -                                                                        | 72’                                                                      |
| 26-6-2015                                                                | Viña del Mar                                                             | Argentina                                                                | 0 – 0 (5 – 4 dtr)                                                        | Colombia                                                                 | Coppa America 2015 - Quarti di finale                                    | -                                                                        | 73’                                                                      |
| 4-9-2015                                                                 | Houston                                                                  | Argentina                                                                | 7 – 0                                                                    | Bolivia                                                                  | Amichevole                                                               | -                                                                        | 80’                                                                      |
| 8-9-2015                                                                 | Arlington                                                                | Argentina                                                                | 2 – 2                                                                    | Messico                                                                  | Amichevole                                                               | -                                                                        | 76’                                                                      |
| 8-10-2015                                                                | Buenos Aires                                                             | Argentina                                                                | 0 – 2                                                                    | Ecuador                                                                  | Qual. Mondiali 2018                                                      | -                                                                        | 24’ 90+3’                                                                |
| 13-10-2015                                                               | Asunción                                                                 | Paraguay                                                                 | 0 – 0                                                                    | Argentina                                                                | Qual. Mondiali 2018                                                      | -                                                                        | 74’                                                                      |
| Totale                                                                   |                                                                          | Presenze                                                                 | 76                                                                       |                                                                          | Reti                                                                     | 13                                                                       |                                                                          |

| Cronologia completa delle presenze e delle reti in nazionale ― Argentina Olimpica | Cronologia completa delle presenze e delle reti in nazionale ― Argentina Olimpica | Cronologia completa delle presenze e delle reti in nazionale ― Argentina Olimpica | Cronologia completa delle presenze e delle reti in nazionale ― Argentina Olimpica | Cronologia completa delle presenze e delle reti in nazionale ― Argentina Olimpica | Cronologia completa delle presenze e delle reti in nazionale ― Argentina Olimpica | Cronologia completa delle presenze e delle reti in nazionale ― Argentina Olimpica | Cronologia completa delle presenze e delle reti in nazionale ― Argentina Olimpica |
| Data                                                                              | Città                                                                             | In casa                                                                           | Risultato                                                                         | Ospiti                                                                            | Competizione                                                                      | Reti                                                                              | Note                                                                              |
| --------------------------------------------------------------------------------- | --------------------------------------------------------------------------------- | --------------------------------------------------------------------------------- | --------------------------------------------------------------------------------- | --------------------------------------------------------------------------------- | --------------------------------------------------------------------------------- | --------------------------------------------------------------------------------- | --------------------------------------------------------------------------------- |
| 11-8-2004                                                                         | Patrasso                                                                          | Argentina olimpica                                                                | 6 – 0                                                                             | Serbia e Montenegro olimpica                                                      | Olimpiadi 2004 - 1º turno                                                         | 2                                                                                 | 72’                                                                               |
| 14-8-2004                                                                         | Patrasso                                                                          | Argentina olimpica                                                                | 2 – 0                                                                             | Tunisia olimpica                                                                  | Olimpiadi 2004 - 1º turno                                                         | 1                                                                                 | 86’                                                                               |
| 17-8-2004                                                                         | Il Pireo                                                                          | Argentina olimpica                                                                | 1 – 0                                                                             | Australia olimpica                                                                | Olimpiadi 2004 - 1º turno                                                         | -                                                                                 | 66’                                                                               |
| 21-8-2004                                                                         | Patrasso                                                                          | Argentina olimpica                                                                | 4 – 0                                                                             | Costa Rica olimpica                                                               | Olimpiadi 2004 - Quarti di finale                                                 | 3                                                                                 |                                                                                   |
| 24-8-2004                                                                         | Atene                                                                             | Italia olimpica                                                                   | 0 – 3                                                                             | Argentina olimpica                                                                | Olimpiadi 2004 - Semifinale                                                       | 1                                                                                 |                                                                                   |
| 28-8-2004                                                                         | Atene                                                                             | Argentina olimpica                                                                | 1 – 0                                                                             | Paraguay olimpica                                                                 | Olimpiadi 2004 - Finale                                                           | 1                                                                                 |                                                                                   |
| Totale                                                                            |                                                                                   | Presenze                                                                          | 6                                                                                 |                                                                                   | Reti                                                                              | 8                                                                                 |                                                                                   |

| Cronologia completa delle presenze e delle reti in nazionale ― Argentina under 23 | Cronologia completa delle presenze e delle reti in nazionale ― Argentina under 23 | Cronologia completa delle presenze e delle reti in nazionale ― Argentina under 23 | Cronologia completa delle presenze e delle reti in nazionale ― Argentina under 23 | Cronologia completa delle presenze e delle reti in nazionale ― Argentina under 23 | Cronologia completa delle presenze e delle reti in nazionale ― Argentina under 23 | Cronologia completa delle presenze e delle reti in nazionale ― Argentina under 23 | Cronologia completa delle presenze e delle reti in nazionale ― Argentina under 23 |
| Data                                                                              | Città                                                                             | In casa                                                                           | Risultato                                                                         | Ospiti                                                                            | Competizione                                                                      | Reti                                                                              | Note                                                                              |
| --------------------------------------------------------------------------------- | --------------------------------------------------------------------------------- | --------------------------------------------------------------------------------- | --------------------------------------------------------------------------------- | --------------------------------------------------------------------------------- | --------------------------------------------------------------------------------- | --------------------------------------------------------------------------------- | --------------------------------------------------------------------------------- |
| 8-1-2004                                                                          | Coquimbo                                                                          | Argentina under 23                                                                | 0 – 0                                                                             | Perù under 23                                                                     | Torneo Pre-Olimpico CONMEBOL 2004 - 1º turno                                      | -                                                                                 |                                                                                   |
| 10-1-2004                                                                         | Coquimbo                                                                          | Argentina under 23                                                                | 2 – 1                                                                             | Bolivia under 23                                                                  | Torneo Pre-Olimpico CONMEBOL 2004 - 1º turno                                      | 1                                                                                 | 42’                                                                               |
| 14-1-2004                                                                         | La Serena                                                                         | Argentina under 23                                                                | 5 – 2                                                                             | Ecuador under 23                                                                  | Torneo Pre-Olimpico CONMEBOL 2004 - 1º turno                                      | -                                                                                 |                                                                                   |
| 16-1-2004                                                                         | La Serena                                                                         | Argentina under 23                                                                | 4 – 2                                                                             | Colombia under 23                                                                 | Torneo Pre-Olimpico CONMEBOL 2004 - 1º turno                                      | -                                                                                 | 77’                                                                               |
| 21-1-2004                                                                         | Valparaíso                                                                        | Brasile under 23                                                                  | 0 – 1                                                                             | Argentina under 23                                                                | Torneo Pre-Olimpico CONMEBOL 2004 - Fase finale                                   | -                                                                                 |                                                                                   |
| 23-1-2004                                                                         | Viña del Mar                                                                      | Argentina under 23                                                                | 2 – 1                                                                             | Paraguay under 23                                                                 | Torneo Pre-Olimpico CONMEBOL 2004 - Fase finale                                   | -                                                                                 | 81’                                                                               |
| 25-1-2004                                                                         | Viña del Mar                                                                      | Argentina under 23                                                                | 2 – 2                                                                             | Cile under 23                                                                     | Torneo Pre-Olimpico CONMEBOL 2004 - Fase finale                                   | -                                                                                 | 46’                                                                               |
| Totale                                                                            |                                                                                   | Presenze                                                                          | 7                                                                                 |                                                                                   | Reti                                                                              | 1                                                                                 |                                                                                   |

| Cronologia completa delle presenze e delle reti in nazionale ― Argentina under 20 | Cronologia completa delle presenze e delle reti in nazionale ― Argentina under 20 | Cronologia completa delle presenze e delle reti in nazionale ― Argentina under 20 | Cronologia completa delle presenze e delle reti in nazionale ― Argentina under 20 | Cronologia completa delle presenze e delle reti in nazionale ― Argentina under 20 | Cronologia completa delle presenze e delle reti in nazionale ― Argentina under 20 | Cronologia completa delle presenze e delle reti in nazionale ― Argentina under 20 | Cronologia completa delle presenze e delle reti in nazionale ― Argentina under 20 |
| Data                                                                              | Città                                                                             | In casa                                                                           | Risultato                                                                         | Ospiti                                                                            | Competizione                                                                      | Reti                                                                              | Note                                                                              |
| --------------------------------------------------------------------------------- | --------------------------------------------------------------------------------- | --------------------------------------------------------------------------------- | --------------------------------------------------------------------------------- | --------------------------------------------------------------------------------- | --------------------------------------------------------------------------------- | --------------------------------------------------------------------------------- | --------------------------------------------------------------------------------- |
| 6-1-2003                                                                          | Colonia del Sacramento                                                            | Argentina under 20                                                                | 2 – 2                                                                             | Colombia under 20                                                                 | Sudamericano Under-20 2003 - 1º turno                                             | -                                                                                 | 81’                                                                               |
| 8-1-2003                                                                          | Colonia del Sacramento                                                            | Argentina under 20                                                                | 1 – 0                                                                             | Cile under 20                                                                     | Sudamericano Under-20 2003 - 1º turno                                             | -                                                                                 |                                                                                   |
| 10-1-2003                                                                         | Colonia del Sacramento                                                            | Venezuela under 20                                                                | 1 – 0                                                                             | Argentina under 20                                                                | Sudamericano Under-20 2003 - 1º turno                                             | -                                                                                 |                                                                                   |
| 14-1-2003                                                                         | Colonia del Sacramento                                                            | Argentina under 20                                                                | 4 – 1                                                                             | Paraguay under 20                                                                 | Sudamericano Under-20 2003 - 1º turno                                             | -                                                                                 | 63’                                                                               |
| 16-1-2003                                                                         | Montevideo                                                                        | Uruguay under 20                                                                  | 1 – 1                                                                             | Argentina under 20                                                                | Sudamericano Under-20 2003 - Fase finale                                          | -                                                                                 |                                                                                   |
| 20-1-2003                                                                         | Maldonado                                                                         | Argentina under 20                                                                | 4 – 0                                                                             | Ecuador under 20                                                                  | Sudamericano Under-20 2003 - Fase finale                                          | -                                                                                 | ?’                                                                                |
| 23-1-2003                                                                         | Maldonado                                                                         | Brasile under 20                                                                  | 0 – 1                                                                             | Argentina under 20                                                                | Sudamericano Under-20 2003 - Fase finale                                          | -                                                                                 |                                                                                   |
| 25-1-2003                                                                         | Maldonado                                                                         | Paraguay under 20                                                                 | 1 – 1                                                                             | Argentina under 20                                                                | Sudamericano Under-20 2003 - Fase finale                                          | -                                                                                 | ?’                                                                                |
| 28-1-2003                                                                         | Maldonado                                                                         | Argentina under 20                                                                | 1 – 0                                                                             | Colombia under 20                                                                 | Sudamericano Under-20 2003 - Fase finale                                          | -                                                                                 |                                                                                   |
| Totale                                                                            |                                                                                   | Presenze                                                                          | 9                                                                                 |                                                                                   | Reti                                                                              | 0                                                                                 |                                                                                   |

| Cronologia completa delle presenze e delle reti in nazionale ― Argentina under 17 | Cronologia completa delle presenze e delle reti in nazionale ― Argentina under 17 | Cronologia completa delle presenze e delle reti in nazionale ― Argentina under 17 | Cronologia completa delle presenze e delle reti in nazionale ― Argentina under 17 | Cronologia completa delle presenze e delle reti in nazionale ― Argentina under 17 | Cronologia completa delle presenze e delle reti in nazionale ― Argentina under 17 | Cronologia completa delle presenze e delle reti in nazionale ― Argentina under 17 | Cronologia completa delle presenze e delle reti in nazionale ― Argentina under 17 |
| Data                                                                              | Città                                                                             | In casa                                                                           | Risultato                                                                         | Ospiti                                                                            | Competizione                                                                      | Reti                                                                              | Note                                                                              |
| --------------------------------------------------------------------------------- | --------------------------------------------------------------------------------- | --------------------------------------------------------------------------------- | --------------------------------------------------------------------------------- | --------------------------------------------------------------------------------- | --------------------------------------------------------------------------------- | --------------------------------------------------------------------------------- | --------------------------------------------------------------------------------- |
| 2-3-2001                                                                          | Arequipa                                                                          | Perù under 17                                                                     | 1 – 1                                                                             | Argentina under 17                                                                | Sudamericano Under-17 2001 - 1º turno                                             | -                                                                                 |                                                                                   |
| 4-3-2001                                                                          | Arequipa                                                                          | Argentina under 17                                                                | 2 – 0                                                                             | Ecuador under 17                                                                  | Sudamericano Under-17 2001 - 1º turno                                             | -                                                                                 |                                                                                   |
| 6-3-2001                                                                          | Arequipa                                                                          | Argentina under 17                                                                | 2 – 1                                                                             | Uruguay under 17                                                                  | Sudamericano Under-17 2001 - 1º turno                                             | 1                                                                                 |                                                                                   |
| 10-3-2001                                                                         | Arequipa                                                                          | Argentina under 17                                                                | 1 – 2                                                                             | Venezuela under 17                                                                | Sudamericano Under-17 2001 - 1º turno                                             | -                                                                                 | 46’                                                                               |
| 14-3-2001                                                                         | Arequipa                                                                          | Argentina under 17                                                                | 3 – 2                                                                             | Paraguay under 17                                                                 | Sudamericano Under-17 2001 - Fase finale                                          | -                                                                                 | 75’                                                                               |
| 18-3-2001                                                                         | Arequipa                                                                          | Brasile under 17                                                                  | 2 – 0                                                                             | Argentina under 17                                                                | Sudamericano Under-17 2001 - Fase finale                                          | -                                                                                 | 44’                                                                               |
| 15-9-2001                                                                         | Couva                                                                             | Argentina under 17                                                                | 2 – 2                                                                             | Burkina Faso under 17                                                             | Mondiali Under-17 2001 - 1º turno                                                 | -                                                                                 |                                                                                   |
| 17-9-2001                                                                         | Marabella                                                                         | Oman under 17                                                                     | 0 – 3                                                                             | Argentina under 17                                                                | Mondiali Under-17 2001 - 1º turno                                                 | 1                                                                                 |                                                                                   |
| 20-9-2001                                                                         | Couva                                                                             | Spagna under 17                                                                   | 2 – 4                                                                             | Argentina under 17                                                                | Mondiali Under-17 2001 - 1º turno                                                 | -                                                                                 | 69’                                                                               |
| 24-9-2001                                                                         | Marabella                                                                         | Argentina under 17                                                                | 2 – 1 dts                                                                         | Mali under 17                                                                     | Mondiali Under-17 2001 - Quarti di finale                                         | -                                                                                 |                                                                                   |
| 27-9-2001                                                                         | Port of Spain                                                                     | Francia under 17                                                                  | 2 – 1                                                                             | Argentina under 17                                                                | Mondiali Under-17 2001 - Semifinale                                               | 1                                                                                 | 82’                                                                               |
| 30-9-2001                                                                         | Port of Spain                                                                     | Argentina under 17                                                                | 0 – 2                                                                             | Burkina Faso under 17                                                             | Mondiali Under-17 2001 - Finale 3º posto                                          | -                                                                                 |                                                                                   |
| Totale                                                                            |                                                                                   | Presenze                                                                          | 12                                                                                |                                                                                   | Reti                                                                              | 3                                                                                 |                                                                                   |

| Cronologia completa delle presenze e delle reti in nazionale ― Argentina under 15 | Cronologia completa delle presenze e delle reti in nazionale ― Argentina under 15 | Cronologia completa delle presenze e delle reti in nazionale ― Argentina under 15 | Cronologia completa delle presenze e delle reti in nazionale ― Argentina under 15 | Cronologia completa delle presenze e delle reti in nazionale ― Argentina under 15 | Cronologia completa delle presenze e delle reti in nazionale ― Argentina under 15 | Cronologia completa delle presenze e delle reti in nazionale ― Argentina under 15 | Cronologia completa delle presenze e delle reti in nazionale ― Argentina under 15 |
| Data                                                                              | Città                                                                             | In casa                                                                           | Risultato                                                                         | Ospiti                                                                            | Competizione                                                                      | Reti                                                                              | Note                                                                              |
| --------------------------------------------------------------------------------- | --------------------------------------------------------------------------------- | --------------------------------------------------------------------------------- | --------------------------------------------------------------------------------- | --------------------------------------------------------------------------------- | --------------------------------------------------------------------------------- | --------------------------------------------------------------------------------- | --------------------------------------------------------------------------------- |
| 3-7-1999                                                                          | Londra                                                                            | Argentina under 15                                                                | 1 – 0                                                                             | Francia under 15                                                                  | Torneo tre Nazioni 1999                                                           | 1                                                                                 |                                                                                   |
| 4-7-1999                                                                          | Londra                                                                            | Inghilterra under 15                                                              | 2 – 1                                                                             | Argentina under 15                                                                | Torneo tre Nazioni 1999                                                           | -                                                                                 |                                                                                   |
| Totale                                                                            |                                                                                   | Presenze                                                                          | 2                                                                                 |                                                                                   | Reti                                                                              | 1                                                                                 |                                                                                   |

### Statistiche da allenatore
Statistiche aggiornate al 24 maggio 2024.
| Stagione             | Squadra              | Campionato           | Campionato | Campionato | Campionato | Campionato | Coppe nazionali | Coppe nazionali | Coppe nazionali | Coppe nazionali | Coppe nazionali | Coppe continentali | Coppe continentali | Coppe continentali | Coppe continentali | Coppe continentali | Altre coppe | Altre coppe | Altre coppe | Altre coppe | Altre coppe | Totale | Totale | Totale | Totale | % Vittorie | Piazzamento |
| Stagione             | Squadra              | Comp                 | G          | V          | N          | P          | Comp            | G               | V               | N               | P               | Comp               | G                  | V                  | N                  | P                  | Comp        | G           | V           | N           | P           | G      | V      | N      | P      | %          | Piazzamento |
| -------------------- | -------------------- | -------------------- | ---------- | ---------- | ---------- | ---------- | --------------- | --------------- | --------------- | --------------- | --------------- | ------------------ | ------------------ | ------------------ | ------------------ | ------------------ | ----------- | ----------- | ----------- | ----------- | ----------- | ------ | ------ | ------ | ------ | ---------- | ----------- |
| giu.-dic. 2022       | Rosario Central      | PD                   | 23         | 6          | 10         | 7          | CA              | 1               | 0               | 1               | 0               | -                  | -                  | -                  | -                  | -                  | -           | -           | -           | -           | -           | 24     | 6      | 11     | 7      | 25,00      | Sub., 20º   |
| ago.-dic. 2023       | Independiente        | PD                   | 0          | 0          | 0          | 0          | CA+CdL          | 1+13            | 0+6             | 1+5             | 0+2             | -                  | -                  | -                  | -                  | -                  | -           | -           | -           | -           | -           | 14     | 6      | 6      | 2      | 42,86      | Sub.        |
| gen.-mag. 2024       | Independiente        | PD                   | 2          | 0          | 1          | 1          | CA+CdL          | 2+14            | 2+6             | 0+5             | 0+3             | -                  | -                  | -                  | -                  | -                  | -           | -           | -           | -           | -           | 18     | 8      | 6      | 4      | 44,44      | Dimiss.     |
| Totale Independiente | Totale Independiente | Totale Independiente | 2          | 0          | 1          | 1          |                 | 30              | 14              | 11              | 5               |                    | -                  | -                  | -                  | -                  |             | -           | -           | -           | -           | 32     | 14     | 12     | 6      | 43,75      |             |
| lug.-dic. 2025       | Talleres (C)         | PD                   | 0          | 0          | 0          | 0          | CA              | 0               | 0               | 0               | 0               | -                  | -                  | -                  | -                  | -                  | -           | -           | -           | -           | -           | 0      | 0      | 0      | 0      | —          | Sub.        |
| Totale carriera      | Totale carriera      | Totale carriera      | 25         | 6          | 11         | 8          |                 | 31              | 14              | 12              | 5               |                    | -                  | -                  | -                  | -                  |             | -           | -           | -           | -           | 56     | 20     | 23     | 13     | 35,71      |             |

## Palmarès

### Giocatore

#### Club

##### Competizioni nazionali
- Campionato argentino: 4

Boca Juniors: Apertura 2003, 2015, 2017-2018, 2019-2020
- Campionato brasiliano: 1

Corinthians: 2005
- Campionato inglese: 3

Manchester Utd: 2007-2008, 2008-2009
Manchester City: 2011-2012
- Community Shield: 2

Manchester Utd: 2008
Manchester City: 2012
- Coppa di Lega inglese: 1

Manchester Utd: 2008-2009
- Coppa d'Inghilterra: 1

Manchester City: 2010-2011
- Supercoppa italiana: 1

Juventus: 2013
- Campionato italiano: 2

Juventus: 2013-2014, 2014-2015
- Coppa Italia: 1

Juventus: 2014-2015
- Coppa d'Argentina: 1

Boca Juniors: 2014-2015
- Supercopa Argentina: 1

Boca Juniors: 2018
- Copa Diego Armando Maradona: 1

Boca Juniors: 2020

##### Competizioni internazionali
- Coppa Libertadores: 1

Boca Juniors: 2003
- Coppa Intercontinentale: 1

Boca Juniors: 2003
- Coppa Sudamericana: 1

Boca Juniors: 2004
- UEFA Champions League: 1

Manchester Utd: 2007-2008
- Coppa del mondo per club: 1

Manchester Utd: 2008

#### Nazionale
- Campionato sudamericano Under-20: 1

Uruguay 2003
- Oro olimpico: 1

Atene 2004

#### Individuale
- Calciatore sudamericano dell'anno: 3

2003, 2004, 2005
- Miglior giocatore della Coppa Libertadores: 1

2003
- Equipo Ideal de América: 3

2003, 2004, 2005
- Calciatore argentino dell'anno: 2

2003, 2004
- Premio Olimpia: 1

2004
- Capocannoniere dei Giochi olimpici: 1

Atene 2004 (8 gol)
- Bola de Ouro della rivista Placar: 1

2005
- Capocannoniere della Coppa di Lega inglese: 2

2008-2009 (6 gol), 2009-2010 (6 gol)
- FA Premier League Player of the Month: 1

dicembre 2009
- Capocannoniere della Premier League: 1

2010-2011 (20 gol, a pari merito con Dimităr Berbatov)
- Squadra della stagione della UEFA Europa League: 1

2013-2014
- Guerin d'oro della rivista Guerin Sportivo: 2

2013-2014, 2014-2015
- Gran Galà del calcio AIC: 3

Squadra dell'anno: 2014, 2015
Migliore calciatore assoluto: 2015